# Малмі (станція)
60°15′07″ пн. ш. 25°00′44″ сх. д. / 60.251944° пн. ш. 25.012222° сх. д.
Малмі (фін. Malmin rautatieasema, швед. Malms järnvägsstation) — залізнична станція мережі приміських залізниць Гельсінкі, розташована в Малмі, Гельсінкі, Фінляндія, між станціями Тапаніла та Пукінм'які, приблизно за 11 км N від Гельсінкі-Центральний.
Пасажирообіг у 2019 склав 6,530,693 осіб 

Відкрита 1871 року. 

## Пересадки
- Автобуси: 69, 70, 73/N, 74/N, 79/N, 552, 553/K, 554, 560, 561, 603, 701, 702, 703, 705